# 가쿠텐소쿠
가쿠덴소쿠 (學天則, 학천칙)는 1928년 일본에서 만들어진 동양 최초의 로봇이다. 쇼와 천황의 즉위를 기념하여 개최된 대례기념 교토 박람회 (大礼記念京都博覧会)에 오사카 마이니치 신문이 출품한 것으로, 제작자는 신문사의 논설 고문이었던 니시무라 마코토 (西村真琴)였다.

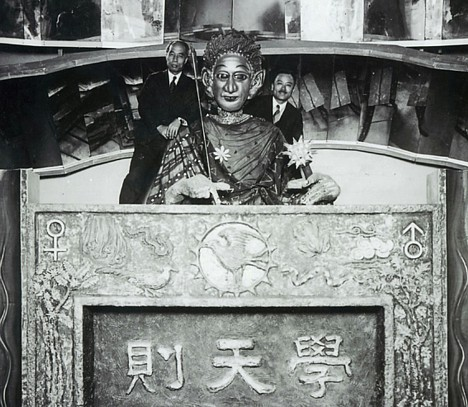
가쿠텐소쿠 (가운데 동상)와 니시무라 마코토 (왼쪽 인물)

## 개발자
가쿠텐소쿠를 만든 니시무라 마코토 (西村真琴)는 로봇공학 전문가가 아닌 생물학자 출신으로서 아칸호의 마리모 보호에 전념하는 공로를 세우기도 하였다. 1883년 일본 나가노현에서 태어나, 홋카이도 제국 대학 교수를 거쳐 1927년 오사카 마이니치 신문에 입사한 인물로, 오사카에서 신문 논설원으로 활동할 당시 가쿠텐소쿠를 개발했다. 노예 같은 인조인간만 만드는 것은 너무 어색하다며 다양한 표정과 아름다운 움직임을 하는 '예술인조인간'을 의도하며 가쿠텐소쿠를 제작했다고 한다.

## 묘사
거대한 책상에 사람 동상이 앉은 모양으로, 높이 약 3.5m, 폭 약 3m였다. 피부는 금색, 머리에 녹엽관 (緑葉冠)을 쓰고 얼굴은 다양한 인종을 합친 느낌의 외모였다. 오른손에는 가부라야 (鏑矢) 형태의 펜, 왼손에 영감등 (霊感灯)이란 이름의 라이트를 쥐었으며, 고무 튜브에 의한 공기압 변화를 동력으로 삼아, 팔을 움직이거나 표정을 바꿀 수 있었다. 로봇 전체의 제어는 돌기가 새겨져 있는 회전식 드럼을 이용하였다.
상부에 고효조 (告暁鳥)라는 이름이 붙여진 새 모양의 기계장치가 달려 있었는데, 이 새가 울면 가쿠덴소쿠는 명상을 시작한다. 이극고 깨달음을 얻으면 '영감등'이 빛을 발했고, 그것을 내걸고서 가부라야형 펜으로 깨달음을 문자를 써내려갔다고 한다.
한자로 '학천칙'이라는 이름은 '천칙 (天則, 자연)에 배운다'는 생물학자다운 생각에 근거한 명명이다.
박람회 공개 당시 관람객의 주목을 끌었으며, 1929년 히로시마시 조감 쇼와 산업 박람회나 같은해 경성에서 열린 조선박람회 등 여러 박람회에 출품되었다. 이후 독일로 매각되어 건너간 뒤 그대로 행방을 알 수 없게 되었다. 현지에서 고장 등으로 잘 작동하지 않아 폐기된 것으로 추정된다.

## 재구성

### 복제
1992년 오사카 시립 과학관이 외모를 본떠 움직이지 않는 소형 복제품을 전시한 것이 최초의 기록이다.

### 복원
2007년 2월, 오사카시가 가쿠텐소쿠의 복원 계획을 발표했다. 설계도가 현존하지 않았던 관계로, 오사카 시립 과학관의 학예원과 제작업자가 협력하여, 당시의 사진이나 문헌만을 단서로 한 복원으로 진행되었다. 제작비 약 2100만엔을 들여 실물대로 복원되었다.
2008년 4월 24일에 완성 및 공개되었으며, 같은 해 7월 18일에는 오사카 시립 과학관의 리뉴얼 오픈과 함께 주요 전시품으로 공개되었다. 1920년대의 기술력에 한정됐던 당시 작품에 비해, 컴퓨터나 에어 실린더를 통한 제어 등 보다 정밀하게 제작 설계되었다.

## 작품 속에서의 등장
- 《제도 이야기》  -  아라마타 히로시의 소설. 추후 영화화되었는데 니시무라 마코토의 차남으로 배우 니시무라 아키라가 작중의 니시무라 마코토를 연기했다. 영화에 등장한 가쿠텐소쿠는 디자인이 다르며 마지막에는 의지가 깃든 듯한 연출도 보인다.
- 《괴기경찰 사이폴리스》  - 가쿠텐소쿠 가쓰마루 1호 (学天則 葛丸一號)라는 영력을 가진 로봇이 등장한다.
- 《오키라쿠 닌자 한조》  - 겐나이가 발명한 거대기계 무사로 등장한다. 0호기에서 5호기까지 있다.

## 같이 보기
- 로봇
- 가쿠텐소쿠 (소행성)
- 오토마타
- 카라쿠리